# Pleurocrypta longibranchiata
Pleurocrypta longibranchiata is een pissebed uit de familie Bopyridae. De wetenschappelijke naam van de soort is voor het eerst geldig gepubliceerd in 1868 door Bate & Westwood.